# Белорусская Википедия на тарашкевице
Белору́сская Википе́дия на тарашке́вице (классич. бел. Беларуская Вікіпэдыя тарашкевіцай, Белорусская Википе́дия в класси́ческом правописа́нии, классич. бел. Беларуская Вікіпэдыя клясычным правапісам) — языковой раздел Википедии, основанный на норме белорусского языка, именуемой тарашкевицей или «классическим правописанием», в нормализации 2005 года.

## История
Википедия на белорусском языке была запущена весной 2004 года. Первая запись по-белорусски на главной странице этого раздела появилась 6 апреля 2004 года, первые статьи — 12 августа. После этого на протяжении двух с половиной лет в белорусской Википедии сосуществовали все орфографии белорусского языка. Кроме официальной нормы, именуемой её противниками «наркомовкой», и различных вариантов тарашкевицы использовались деясловица, шуповка и другие. Также в белорусской Википедии использовалась и латиница, что было разрешено правилами. Такая неурегулированность вопросов сосуществования в разделе нескольких орфографий тормозила развитие раздела, вызывая конфликты и «войны орфографических правок».
В феврале 2006 года группа недовольных ситуацией в проекте участников обратилась на Мета-вики с запросом об открытии нового языкового раздела, основанного на использовании исключительно официальной нормы орфографии белорусского языка. Первая заявка была отклонена, но в декабре того же года создана новая. Появился белорусский раздел в официальном правописании в Вики-инкубаторе. К этому моменту общий белорусский раздел насчитывал около 3800 статей в обеих орфографиях. Обращение переросло в конфликт — другая группа участников начала кампанию в интернете (в основном в блогосфере), направленную на недопущение открытия раздела на «наркомовке». При этом инициаторы открытия нового раздела назывались «наркоманами» (игра слов с наркомовка, бел. наркамаўка) и раскольниками, официальное правописание — «коммунистическим», а сама инициатива — вредящей «белорусскости». Некоторые блогеры призывали регистрироваться на Мета-вики и голосовать против открытия раздела, инструкции по голосованию прилагались.
27 марта 2007 года по решению Фонда Викимедиа был осуществлён перенос существовавшего (общего) белорусского раздела, насчитывавшего около 6700 статей, на адрес be-x-old.wikipedia.org, дальнейшую его судьбу планировалось решить позже. Удовлетворение заявки на создание раздела в официальной орфографии было осуществлено не через создание нового домена с запрашиваемым префиксом bel:, а путём переноса содержания «наркомовского» Вики-инкубатора, содержащего на тот момент более 3565 статей, на освобождённый домен be.wikipedia.org. Это решение вызвало крупный скандал в белорусском сегменте интернета, сопровождающийся протестами целого ряда белорусских участников Википедии. Сайт geektimes.ru так описывал работу сайта be.wikipedia.org в тот день:

Ещё сегодня утром по адресу be.wikipedia.org была статья, написанная классическим правописанием. Теперь она уничтожена и открывается незаполненная страница. Но пока ещё остался логотип с надписью классическим правописанием.

Вместе с первой статьёй исчезли все статьи, что были созданы, начиная с 2004 года. Также ранее зарегистрированные пользователи не могут теперь входить под своими логинами. «Ошибка входа: Не существует участника или участницы. Проверьте написание, либо используйте форму ниже, чтобы создать новый аккаунт участника или участницы», — такие слова видят бывшие пользователи белорусской «Вікіпэдыі» при попытке войти на сайт.
Ситуацию подогревало то, что о переносе заранее никто не сообщал, а о судьбе уже написанных статей в прежнем разделе в первые часы было ничего не известно. Были опасения, что более чем шесть тысяч статей, накопленных начиная с 12 августа 2004, будут просто уничтожены. На 19:33 того же дня сайт generation.by уже сообщал о переносе прежнего проекта на be-x-old.wikipedia.org, который первоначально был доступен только для чтения.
Некоторое время (более года) после разделения в Википедии на тарашкевице оставались некоторые статьи в официальном правописании, так как в ней продолжало действовать правило о том, что правописание статьи определяет её основной автор.
1 июня 2008 года в Википедии на тарашкевице создана 10-тысячная статья.
17 июня 2009 года в Википедии на тарашкевице создана 20-тысячная статья.
17 июня 2010 года в Википедии на тарашкевице создана 25-тысячная статья.
7 декабря 2010 года в разделе белорусской Википедии на тарашкевице была создана 30-тысячная статья.
1 января 2011 года раздел белорусской Википедии на тарашкевице второй раз подряд получил награду за первое место по степени увеличения рейтинга в списке разделов Википедии по наличию и величине статей, которые должны быть в каждой Википедии.
9 октября 2011 года в разделе белорусской Википедии на тарашкевице была создана 40-тысячная статья.
22 августа 2012 года раздел белорусской Википедии в официальном правописании обогнал по количеству статей раздел белорусской Википедии в классическом правописании (46 045 статей к 46 044). Активный редактор и арбитр русскоязычного раздела Марк Бернштейн объясняет это тем, что приток новых редакторов в Википедию в официальном белорусском правописании куда больший, чем носителей белорусского языка на «тарашкевице»: «У „тарашкевицы“ было и остается очень мотивированное, очень спаянное сообщество. — Большая часть этих людей живёт за пределами Беларуси, в самой нашей стране такие люди, конечно же, тоже есть. Но сообщество очень маленькое и в сложившихся условиях не имеет больших возможностей для расширения».
6 августа 2013 года в разделе белорусской Википедии на тарашкевице была создана 50-тысячная статья.
3 декабря 2014 года в разделе белорусской Википедии на тарашкевице была создана 55-тысячная статья.
4 сентября 2015 года белорусская Википедия на тарашкевице получила домен be-tarask вместо be-x-old (заявка была подана 7 мая 2007 года).